# Dinobot
 (août 2025).
Motif : Aucune source pour cette page depuis des années. Par ailleurs, notoriété encyclopédique de ce personnage de fiction ? L'interwiki en anglais présente lui-aussi bien peu de sources neutres et centrées.
- Archive Wikiwix
- Bing
- Cairn
- DuckDuckGo
- E. Universalis
- Gallica
- Google
- G. Books
- G. News
- G. Scholar
- Persée
- Qwant
- (zh) Baidu
- (ru) Yandex
- (wd) trouver des œuvres sur Wikidata

| 1. | Préciser le motif de la pose du bandeau. | Précisez le motif de la pose du bandeau en utilisant la syntaxe suivante : {{admissibilité à vérifier\|date=août 2025\|motif=remplacez ce texte par le motif}}               |
| 2. | Informer les utilisateurs concernés.     | Pensez à avertir le créateur de l'article, par exemple, en insérant le code ci-dessous sur sa page de discussion : {{subst:avertissement admissibilité à vérifier\|Dinobot}} |

Dinobot est un personnage de la série Animutants. Malgré son nom, il n'a rien à voir avec l'escouade de robots-dinosaures du même nom vue dans la série Transformers, bien qu'il possède, physiquement et mentalement, des points communs avec leur chef Grimlock. Il est l'un des personnages les plus populaires de la série, d'une part en raison de son mode animal, et d'autre en raison de son caractère plutôt complexe et peu manichéen.

## Histoire

### Animutants
Dinobot faisait partie des Predacons engagés par Mégatron pour l'aider à dominer la galaxie en tant que second. Cependant, il se montra rapidement en désaccord avec son chef, dont le comportement était trop en désaccord avec ses idées. Après le crash du vaisseau Predacons, il se disputa avec lui, l'accusant d'avoir échoué et d'être responsable de la situation de l'équipe. Il l'insulta et le provoqua en duel, espérant le remplacer. Mais Mégatron refusa le duel et le chassa, ordonnant à Scorpinor de lui tirer dessus. Rendu encore plus furieux par cette attitude lâche, Dinobot rejoignit les Maximals, relançant son défi sur Optimus Primal dans l'espoir de prendre la tête des Maximals pour lutter contre Mégatron. N'étant pas opposé à son entrée dans l'équipe, Optimus releva le défi et, contrairement à Mégatron, reconnut ses limites. Le combat fut interrompu par une attaque Predacons, et au terme de la bataille, Dinobot, qui avait combattu du côté maximal, fut accepté en tant que simple guerrier, reconnaissant Optimus comme chef.
Dinobot reste par la suite Maximal durant toute la saison 1 et la grande majorité de la saison 2, où bien qu'il soit dévoué à Optimus, il n'approuve pas complètement ses directives de pacifiste. Il se dispute très souvent avec Rattrap, pour son côté lâche, mais va développer petit à petit une amitié avec ce dernier, les deux faisant parfois équipe. Il s'empare des disques d'or de Mégatron dans "Nouveaux arrivants partie 1" et les cache, l'un sous un rocher, l'autre dans l'Alaxon. Néanmoins, avec le temps, il commence à être tiraillé entre ses origines Predacons et son penchant pour les Maximals, se demandant s'il n'est finalement pas bel et bien un renégat sans honneur. De plus, il s'inquiète de l'obstination de ses camarades à vouloir retourner sur Cybertron, étant persuadé que, du fait de son origine, il sera immédiatement condamné à son retour.
Dans Retour aux sources, il retourne temporairement du côté des Predacons. Pour cela, il bat Quickstrike dans un combat organisé par les Predacons et remet l'un des disques à Mégatron en gage de fidélité. Mais lorsqu'on lui impose de tuer Rattrap, il ne peut se résoudre à le faire, et rejoint à nouveau les Maximals, néanmoins ces derniers lui font moins confiance. Dans, "Bad Spark", se préparant au pire, il enregistre sa mémoire sur l'ordinateur Maximal, à l'insu des autres.
 Finalement, dans "Code of heros", il affronte seul tous les Predacons dans un combat acharné pour sauver l'avenir des humains. Bien qu'il réussisse à sauver les humains, les dégâts infligés à son corps sont trop importants pour être réparés, et il meurt au milieu des Maximals à la fin de l'épisode, après avoir regagné leur estime. Ses derniers mots seront: "Racontez mon histoire à ceux qui le désire. Dites-leur la vérité : tout le long le mal travailla aux côtés du bien, et laissez-moi être jugé en conséquence. Le reste... est silence". Après quoi, son étincelle vitale quittera son corps et s'envolera, saluée par tous les maximals, Rattrap en premier.
Cependant dans la saison 3, il sera ressuscité sous la forme d'un clone transmétal nommé Dinobot 2 où il partage son spark avec Rampage. À la mort de ce dernier, Dinobot 2 retrouve petit à petit la mémoire de son ancien lui, au point qu'il finira par se retourner contre Mégatron quand ce dernier lui demandera d'achever Optimus. Durant la destruction du Némésis, Optimus ordonne à Dinobot 2 de fuir, mais ce dernier préfère se laisser mourir et fit ses adieux au Maximal.

### La Trilogie de la Guerre pour Cyberteon
Dinobot apparait dans la troisième partie de Transformers: La trilogie de la Guerre pour Cybertron. Contrairement à Animutants, il n'a jamais quitté les Predacons, mais conserve cependant la même personnalité.
Dinobot est le second de Megatron II, et a accepté de le suivre dans sa guerre contre les Maximals. Mais après que son chef ait décidé de récupérer le Disque d'Or pour le remettre au Mégatron originel, il commence à douter des ambitions de son chef et complote avec la Veuve Noire pour le renverser. Malheureusement pour lui, elle le trahit et il est sévèrement puni par Megatron II qui le garde toutefois en tant que second, l'avertissant néanmoins de ne plus tenter de le trahir.
Durant une grande partie de la série, il reste loyal envers son chef, mais est toujours en proie au doute. Ce que Serdacier remarque et tente de le rallier à sa cause. Plus tard, il apprend que la Veuve Noire et Starscream complotent contre les deux Megatron et demande à rejoindre l'alliance. Par la suite, il décide d'empêcher Mégatron de mettre la main sur l'Allspark et l'attaque. Gravement blessé, il parvient tout de même à lui arracher la Matrice du commandement et la remet à Optimus Prime. Se retrouvant ensuite face à Optimus Primal, il lui demanda s'il l'aurait accepté à ses côtés s'il avait quitté les Predacons plus tôt, ce à quoi le chef des Maximals répond positivement, Dinobot meurt peu après.
Toutefois son spark guide Optimus Primal vers la forteresse abritant l'Allspark. Après qu'Optimus et Primal aient récupéré l'Allspark, le spark de Dinobot intègre l'artefact, disparaissant pour de bon.

## Caractère
Dinobot est sombre, colérique et souvent en désaccord avec les autres Maximals, qui ne lui font pour la plupart pas confiance (à part Optimus primal). Pourtant, Dinobot est dévoué à la cause maximal, et est presque toujours le premier à se lancer sur Mégatron au combat. Il possède en outre un  grand sens de l'honneur et du devoir et une loyauté sans faille, respectant à la lettre les codes de combat traditionnels des Predacons (On peut faire sur ce point de vue un rapprochement avec le Bushido, code d'honneur des samouraïs). Cette qualité est souvent visible dans son attitude, comme dans son combat contre Optimus, ou il refusa d'achever le chef maximal par une attaque traitresse. On peut aussi noter qu'il est courageux, puisqu'il n'hésite pas à affronter des adversaires plus forts ou plus nombreux que lui (vouloir affronter en combat à mort Mégatron, qui est deux fois plus grand que lui, est un bon exemple) . Ses connaissances en histoire et sur ses anciens camarades sont tout au moins aussi utiles aux Maximals que ses talents de guerrier. C'est en outre un guerrier vétéran, qui connait bien la logique de la guerre et la façon de penser de Mégatron, ce dont il se servira dans La Loi de la Jungle pour convaincre Tigatron de revenir. Il est le seul Maximals à craindre le retour sur Cybertron, car il est persuadé qu'il y sera accueilli comme un criminel.

### Relations avec les autres personnages
- Rattrap : Dinobot se dispute perpétuellement avec Rattrap, qu'il méprise apparemment pour sa couardise et son apparente faiblesse. Rattrap, pour sa part, a toujours eu du mal à lui faire confiance en raison de ses origines Predacon. Ils accumulent les échanges d'insultes, les plus fréquentes étant "Tête d'iguane" par Rattrap et "Vermisseau" par Dinobot. Néanmoins, ils se réconcilient régulièrement au combat, et montrent par moments de la sympathie l'un pour l'autre. Rattrap a été le plus affecté par la mort de Dinobot.
- Optimus Primal : depuis leur duel et leur première bataille en commun, Dinobot a un profond respect pour Optimus, qu'il considère comme un guerrier loyal et valeureux méritant sa position. Il lui est très fidèle, et seul Optimus est capable de le calmer ou de le convaincre sans violence d'obéir. En revanche, il a parfois du mal à comprendre l'attitude excessivement pacifiste, selon lui, d'Optimus, et le critique parfois pour cela. Pour sa part, le chef maximal estime grandement les qualités morales et martiales de Dinobot, et lui fait beaucoup plus confiance que les autres maximals. Dinobot fait souvent office de garde du corps à Optimus.
- Mégatron : à l'inverse d'Optimus, Mégatron n'inspire à Dinobot que la haine et le mépris, et Dinobot est souvent le premier à se jeter sur lui à la bataille. De son côté, Mégatron considère Dinobot comme un renégat, mais reste tourmenté par le départ de son ancien second, comme le prouve le fait qu'il ait tenté de le ramener chez les Predacons (Un ami venu du ciel), puis de le cloner (voir plus bas).
- Vélocitor : Vélocitor s'est disputé à une unique occasion de façon sérieuse avec Dinobot dans Un singe en colère, lorsque ce dernier, qui était chargé de protéger Optimus, n'était pas parvenu à le défendre contre Scorpinor. Néanmoins, pour l'essentiel, il n'a pas d'aussi mauvais rapport avec lui que Rattrap: il lui fait confiance, comme le prouve sa surprise et son incrédulité dans le Clone lorsque Rattrap affirme avoir été trahi par Dinobot (en réalité le clone de ce dernier). Il semble savoir que Dinobot est, comme lui, fidèle à Optimus, et, même s'il le trouve parfois trop agressif, il estime ce critère suffisant pour lui faire confiance.

## Description
En mode animal, Dinobot est un vélociraptor à la peau jaune-orange et marron, ce qui n'est pas sans rappeler les dinosaures de la même espèce dans Jurassic Park. Ce mode animal, preuve de ses origines Predacons, contraste avec ceux des autres Maximals, qui se changent tous en mammifères ou en oiseaux. Sa voix grave, rauque et trainante a parfois un accent sifflant.

En mode robot, il devient massif et puissant, avec un visage aux traits fins de couleur turquoise surmonté d'un casque de samouraï . Il est équipé d'une épée-perceuse issue de la colonne vertébrale de sa queue, d'une lame rotatrice lui servant d'arme-bouclier (et, éventuellement, d'hélice pour voler sur de courtes distances) et de redoutables rayons laser verts qu'il peut faire jaillir de ses yeux.

## Les Clones de Dinobots

### Saison 1
Dans la saison 1, épisode "Le Clone", Mégatron crée un clone de Dinobot doté d'une intelligence artificielle sans étincelle vitale. Il avait la même personnalité que le vrai Dinobot, mais sans aucun sens de l'honneur, et lui était identique en mode animal, bien qu'il soit incapable de se transformer (et n'avait donc pas de mode robot). Les Predacons, après avoir neutralisé (pour un temps, du moins) le véritable Dinobot, utilisèrent son clone pour éloigner les autres Maximals de l'Alaxon, tandis que le clone désactivait le bouclier "Sentinel" pour livrer la base à Mégatron. Heureusement, le vrai Dinobot finit par se libérer et revenir à la base, où il se retrouva nez à nez avec son clone. Apprenant que celui-ci ne pouvait pas se transformer, il choisit, pour le vaincre avec honneur, de le combattre en mode animal. Après un combat acharné, le vrai Dinobot sortit vainqueur et mangea son clone. Optimus lui dira ensuite qu'il est "Dégoûtant".

### Saison 3: Dinobot Transmetal 2
Après la mort de Dinobot, Mégatron reste obsédé par la trahison de son second, et continue à œuvrer à la création des clones. Il commença par créer des raptors cyborgs pour éliminer les humains, mais ceux-ci finirent, avec les Maximals, par trouver le point faible des créatures. Les Maximals avec l'aide de La Veuve Noire détruisirent tous les raptors cyborgs. Après cela, Mégatron décida de créer un nouveau clone parfaitement réussi de Dinobot.
Pour accomplir ce clonage, il s'empara, avec l'aide de Byznator, d'une capsule de survie renfermant un protoform maximal, et l'amena jusqu'à une machine. Là, il injecta au protoform de l'ADN de Dinobot, l'améliora avec le conducteur Transmetal et ajouta à son étincelle vitale la moitié de celle de Rampage. L'expérience fut un véritable succès, et il en résulta Dinobot Transmetal 2, un puissant clone amélioré de Dinobot.
Ce clone possède les mêmes qualités que l'ancien Dinobot, excepté, naturellement, son sens de l'honneur, le même mode animal (en transmétal 2) et une puissance nettement supérieure. C'est un stratège calculateur et un excellent guerrier, doté, en mode robot, de griffes gigantesques et meurtrières, d'un laser elliptique du même type que celui de l'ancien (si ce n'est qu'il est rouge, beaucoup plus puissant et jaillit uniquement de l'œil gauche), d'un paralyseur et de la même capacité de régénération que Rampage. Il est le favori de Mégatron, à qui il est dévoué et sert de second. Néanmoins, il n'est pas apprécié des autres Predacons, la plupart étant terrorisés par son caractère glacial, et Rampage le détestant parce qu'il porte la moitié de son étincelle vitale. D'ailleurs, Dinobot prend plaisir à presser leur étincelle vitale partagée pour provoquer chez Rampage une douleur terrible et le calmer. Néanmoins, une part de l'ambition de l'ancien Dinobot semble avoir survécut en lui, puisque la Veuve Noire est parvenu à le convaincre de l'épargner pour qu'elle l'aide à devenir plus tard chef des prédators (même s'il changea finalement d'avis). Il montre aussi un peu de sens de l'honneur, par exemple en affrontant Vélocitor en mode animal dans "Cri Sauvage", alors que tout autre prédator se serait transformé. 
Les scénaristes prévoyaient à l'origine un épisode nommé Dark Glasses, où Rattrap retrouvait la mémoire enregistré de l'ancien Dinobot et la téléchargeait dans les rubriques de personnalités de Dinobot Transmétal 2, lui rendant temporairement sa personnalité d'origine jusqu'à ce que le morceau d'étincelle vitale de Rampage reprenne le dessus. Cet épisode a cependant été annulé.
Dans Nemesis part 1, Dinobot accompagne Mégatron à bord du vaisseau Predacons Nemesis pour faire décoller l'engin et l'utiliser pour détruire l'Arche, puis retourner sur Cybertron. Cependant, au cours des évènements qui suivent, Rampage est détruit par Deathcharge, ce qui libère Dinobot de ses liens de Predacons et réveille apparemment en lui la mémoire de l'ancien Dinobot, lui donnant la personnalité et la mémoire complète de celui-ci. Dinobot commence alors à s'opposer à Mégatron, tentant de l'empêcher de détruire les humains, puis le trahissant: profitant du fait que Mégatron luttait contre Optimus Primal, il utilise les commandes du Nemesis pour indiquer aux Maximals l'emplacement des navettes de secours dans l'Arche, leur permettant de sortir. Lorsque Mégatron lui ordonne de tirer pour détruire l'Arche, il refuse, à nouveau par honneur.

« Mégatron - Détruis-les!

Dinobot - Négatif.

Mégatron - Quoi ?!!! Comment oses-tu me désobéir ? JE suis ton maître! JE suis ton créateur!

Dinobot - Et moi... j'ai mon honneur! »

— Dinobot II et Mégatron dans Animutants : Nemesis, deuxième partie
Fou de rage, Mégatron le jette au sol et tente de tirer lui-même, mais il est percuté par la navette des maximals avant d'y être parvenu. Malgré l'avertissement d'Optimus, qui lui crie de s'enfuir, Dinobot refuse de quitter le vaisseau et fait un dernier adieu au chef maximal, avant de disparaitre dans l'explosion du Némésis.